# Cratera boja
Cratera boja ist eine Art der Landplanarien in der Gattung Cratera, die in Brasilien gefunden wurde.

## Merkmale
Ein konserviertes Exemplar von Cratera boja hat eine Länge von 34 Millimetern. Der Körper ist länglich mit annähernd parallelen Seitenrändern über einen Großteil der Körperlänge. Die Rückenseite ist konvex, die Bauchseite flach. Die Grundfärbung des Rückens ist olivgrau, darauf verteilen sich schwarze Punkte und ineinanderlaufende Flecken, die sich vor allem in der Körpermitte verteilen. Die Bauchseite ist einfarbig olivgrau, an der vorderen Spitze grau. Im vorderen Bereich befinden sich viele Augen in einer Reihe um die Vorderspitze, weiter hinten verlaufen eine bis drei Reihen bis zum Hinterende.
Zum Kopulationsapparat gehört eine permanente Penispapille mit einem Ejakulationskanal, der ungefähr die Hälfte der Papille einnimmt. Das weibliche Atrium genitale ist halb so lang wie das männliche Atrium.

## Etymologie
Das Artepitheton boja leitet sich von der Tupi-Sprache ab, die an der Atlantikküste Brasiliens gesprochen wurde. Es bedeutet mittlere und bezieht sich auf die mittlere Größe der Erweiterung des Ejakulationskanals.

## Verbreitung
Die Art wurde in der Serra da Bocaina im brasilianischen Bundesstaat São Paulo gefunden.